# 西九文化區
西九文化區（英語：West Kowloon Cultural District）前身為西九龍文娛藝術區，位於香港西九龍填海區臨海地段（西九龍最南端，由填海所形成的38.6488公頃土地，面向維多利亞港，由廣東道伸延至西區海底隧道入口一帶，北至柯士甸道），是香港重要的文化基建項目，旨在打造亞洲文化藝術樞紐。該區將會是集結一系列世界級文化、藝術、潮流、消費及大眾娛樂為一體的綜合文化主要場地，核心設施包括劇院、博物館、演藝場館、劇場及廣場等，共17座，旨意提高香港文化的水平及世界地位。英國拍賣行富藝斯亞洲總部及永久展覽中心位於此，突顯香港作為國際藝術交易中心的地位。此外，西九文化區包含長兩公里的海濱長廊，並且設有佔地23公頃的西九藝術公園，提供豐富的公共休憩空間。
西九文化區的前身為由時任香港行政長官董建華透過《1998年度香港行政長官施政報告》宣布的西九龍文娛藝術區，該計劃旨在回應香港社會對文化設施的需求。2004年，政務司司長曾蔭權以：「創地標，顯文化，添悠閒。」為計劃口號，規定計劃必須建造一塊巨形天篷。然而，該設計引發社會廣泛爭議，包括對建築成本、實用性及景觀影響的質疑。2006年2月，在香港社會不同的意見及爭議下，香港政府宣佈放棄原有的發展框架，不再堅持天篷設計，計劃被推倒重來，重新發展為西九文化區。
西九文化區管理局（西九管理局）於2008年根據《西九文化區管理局條例》成立，負責統籌規劃、發展及營運西九文化區，香港政府同時向該局注資216億港元。2011年3月，西九管理局公佈全新概念設計，採用「城市中的公園」理念，強調綠色空間與文化設施的融合。發展大綱於同年12月呈交予城市規劃委員會。2012年3月，城市規劃委員會公布發展圖則草圖；2013年1月，行政長官會同行政會議批准發展圖則，計劃正式啟動，於2013年起分階段展開工程。第一階段建設預計於2020年或以前竣工，第二階段建設預計於2030年或以前竣工。
M+展亭（現名為藝術展亭）為西九文化區首個落成的永久場地，於2016年9月啟用，曾舉辦多個當代藝術展覽。戲曲中心及自由空間為西九文化區的首兩個主要文化表演場地，分別於2019年1月及2019年6月開幕，成為推廣傳統戲曲及當代表演藝術的重要平台。截至2023年，西九文化區已成為香港文化藝術活動的重要地標，每年吸引數百萬訪客，並舉辦包括香港巴塞爾藝術展、Clockenflap音樂節等國際級文化盛事。

## 歷史
早期為了配合西九龍填海區發展項目的需求，香港政府將西九龍一幅填海土地列入為《西九龍填海計劃》土地，以配合西九龍未來發展項目的需求。1996年，香港旅遊協會進行了一次訪問香港旅客調查，於1998年向立法會建議興建一個全新文化表演場地。行政長官董建華透過《1998年度香港行政長官施政報告》宣佈興建西九龍文娛藝術區的構思，希望將香港發展成為亞洲文化藝術中心。
2004年，政務司司長曾蔭權以：「創地標，顯文化，添悠閒。」為計劃口號，規定計劃必須建造一塊巨形天薘。

### 推倒重來
2006年2月21日，政務司司長許仕仁於立法會宣佈，由於無發展商承諾參與，即3個財團未能夠接納由香港政府所提出的修訂模式，西九龍文娛藝術區邀請發展程序結束，香港政府放棄原有發展框架，不再堅持天篷設計，並且成立諮詢小組重新研究問題，審視當中的核心文化項目。同年4月，香港政府成立西九龍文娛藝術區核心文化藝術設施諮詢委員會和轄下3個小組，負責重新審視西九龍文娛藝術區核心文化藝術設施的需要，以及發展及營運設施的財務要求。
2007年5月14日，西九龍文娛藝術區諮詢委員會就發展模式提出建議，決定採納立法會早前的提議，將項目內的商業及住宅用地先進行拍賣，再成立西九文化區管理局發展項目中的文娛藝術設施。香港政府注資逾200億港元予西九文化區管理局，負責建造及營運相關設施；建議中所需要的經費少於過去入圍發展商提出的300億港元。
2007年9月中至同年12月中，香港政府舉行了為期3個月的公眾活動，就公眾解釋諮詢委員會的建議，蒐集了公眾對西九龍文娛藝術區計劃的意見。時任行政長官曾蔭權透過《2007至2008年度香港行政長官施政報告》宣佈將西九龍文化區項目列為《十大建設計劃》之一。
香港政府接納了諮詢委員會的建議，於2008年2月向立法會提交條例草案以成立法定機構──西九文化區管理局，負責推動及發展計劃；同年7月2日，《西九文化區管理局條例》由立法會二讀通過。同時，立法會通過了一筆過的216億港元撥款予西九文化區管理局以發展西九文化區。同年7月4日，立法會財務委員會以32票支持、10票反對及3票棄權下，通過上述一筆過的撥款申請。同年10月23日，西九文化區管理局成立。

### 方案揀選

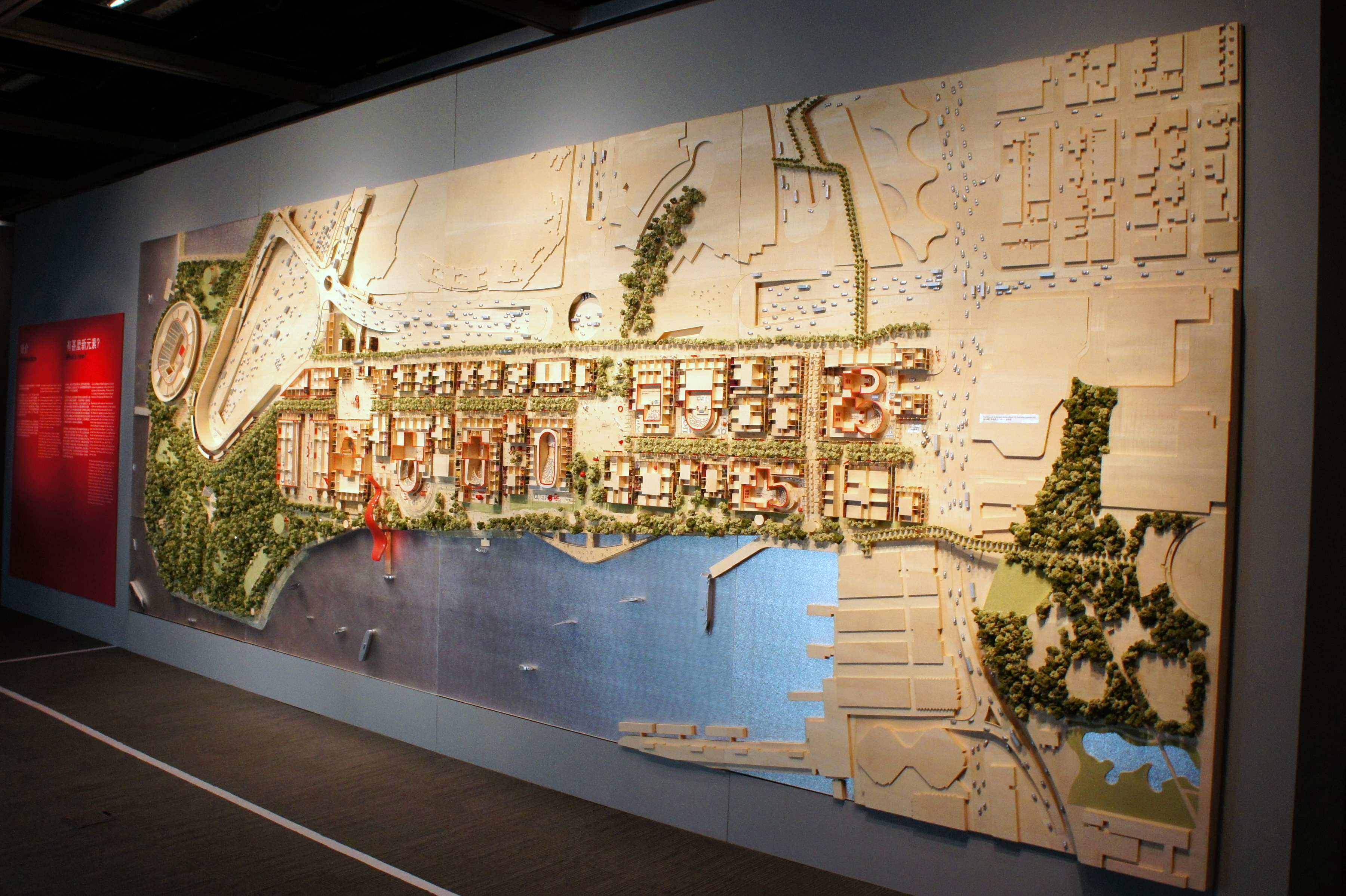
西九文化區1:250實物比例模型
（展出於2011年第三階段公眾參與活動）

西九文化區管理局動用1.5億港元委託3間顧問公司研究概念設計方案，於2010年8月20日起在香港多處地點舉行展覽，公眾諮詢為期3個月，收集公眾意見後再歸納各方意見，從而挑選出主體方案。到2011年3月5日，西九文化區管理局揀選了Foster + Partners《城市中的公園》作為基礎方案，於同年9月月底進行了為期一個月的公眾諮詢及宣傳活動，以收集意見及作出改善，於同年12月完成發展大綱圖則，並且向城市規劃委員會提交發展，進入法定規劃程序。
2012年3月，城市規劃委員會公布發展圖則草圖；2013年1月，行政長官會同行政會議批准西九文化區的發展大綱圖則，計劃啟動。西九管理局於2014年3月21日向城市規劃委員會提交增加西九用地發展密度的申請，將整體總樓面面積按土地用途各增加 15%。
Foster+Partners《城市中的公園》方案特色之一是為西九用地興建綜合地庫釋放地面空間作文化藝術用途。唯受廣深港高鐵西九龍站工程延誤及西九管理局資金不足影響，西九管理局及政府當局於2014年決定將地庫分階段推展並由政府出資，政府變相額外承擔約為70億元的西九相關開支。同時西九管理局將用地西端包括M+、演藝綜合劇場及部分酒店、辦公室及住宅用地給予提早發展並稱為「藝術廣場發展區」。該區域將發展成為一個土地用途及組合均衡的專區，以有利於建立西九文化區發展早期的「重點區域」，並且為M+毗鄰範圍增添活力。

## 現時發展計劃

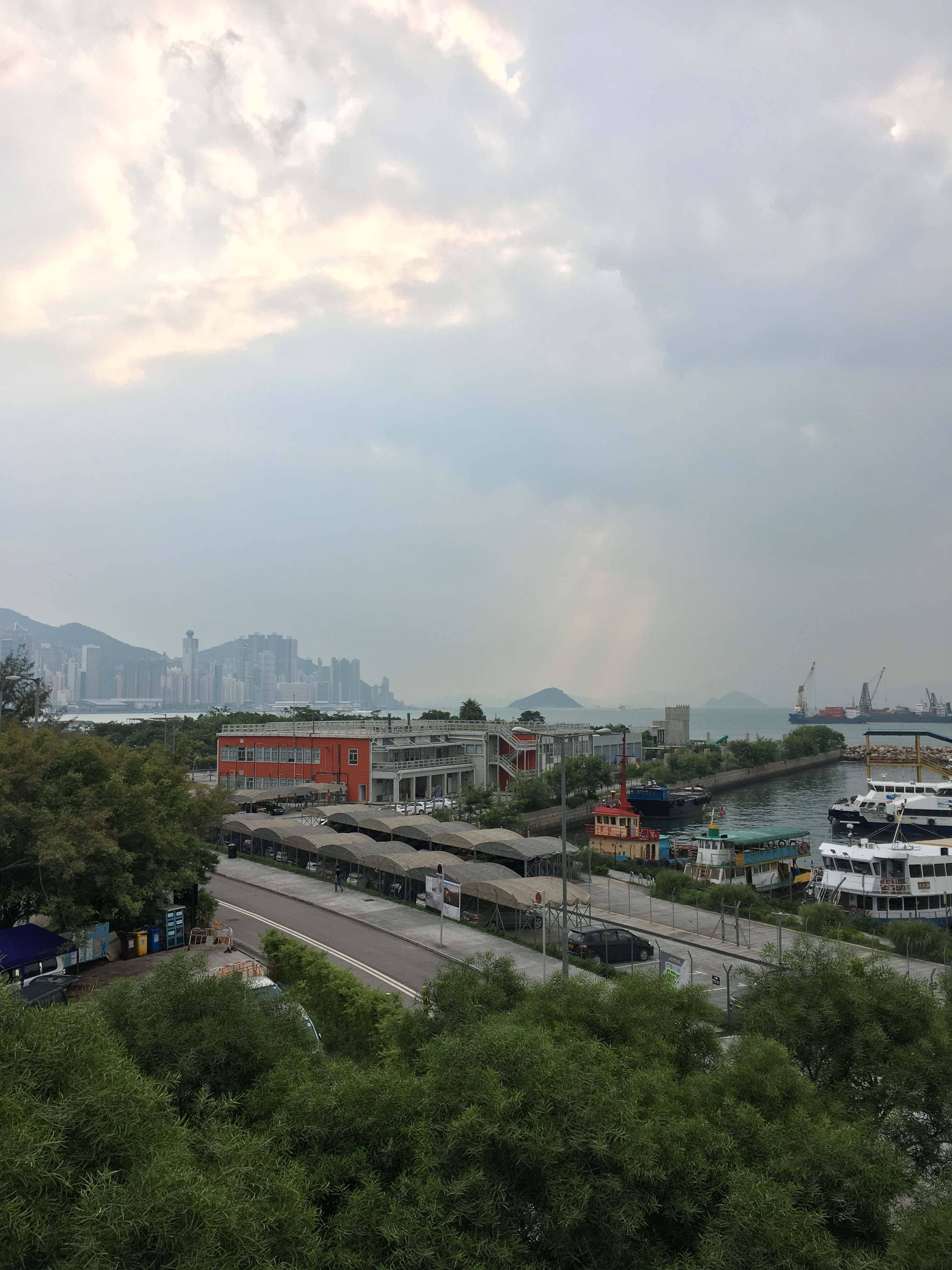
西九項目辦公室（橙色外牆建築）

現時西九文化區按照2013年6月務實推展方案分階段發展，方案之2016年修訂如下：

### 第一批設施

#### 臨時苗圃公園

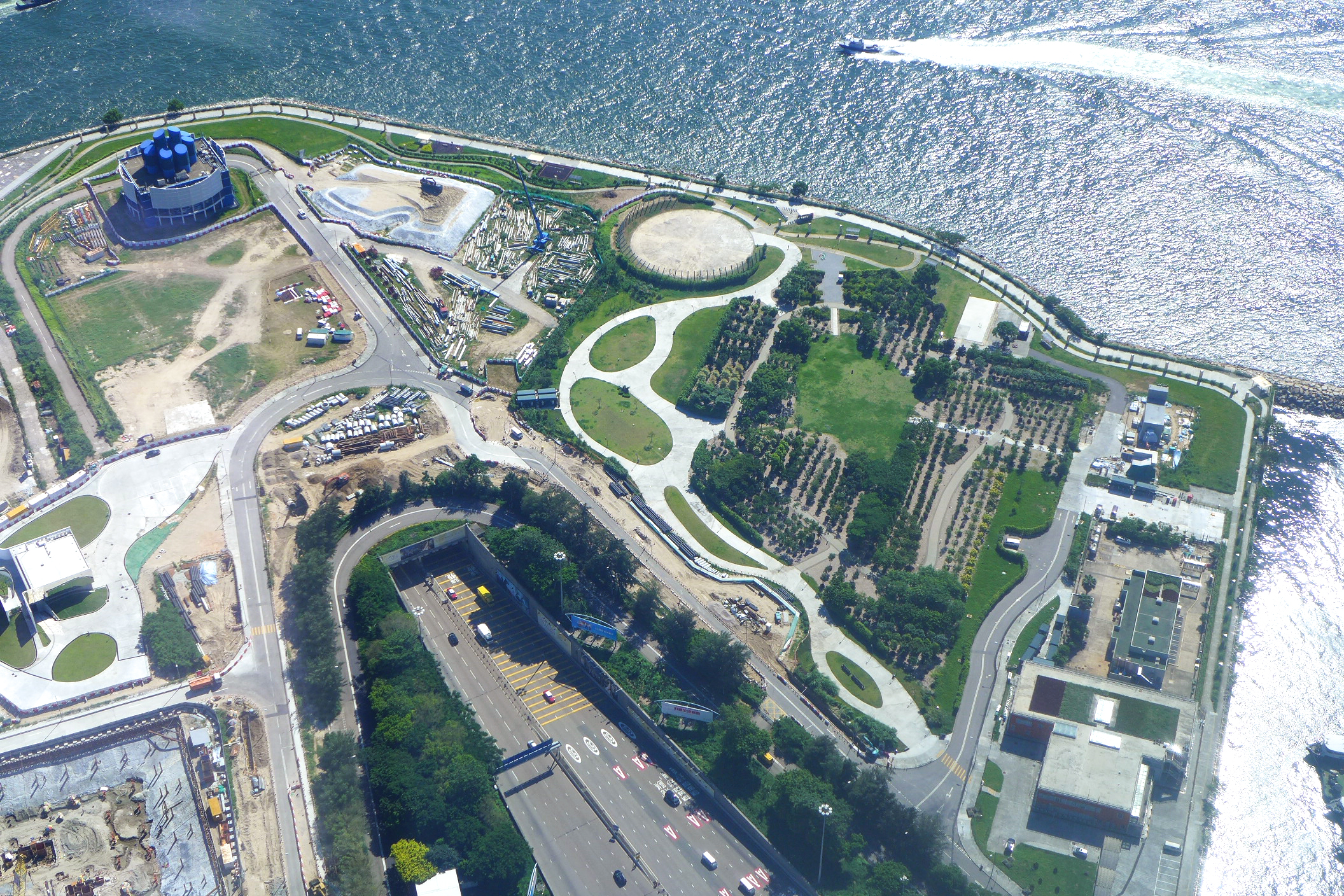
臨時苗圃公園（2016年）

位於西九文化區西北面原作大型表演場地／展覽中心的用地，有smartbike 共享單車設有草坪及表演場地並培植各類型植物。苗圃公園於2015年7月落成啟用，不時舉辦樹木導賞團及工作坊亦為「自由約」之舉辦場地，供文化及藝術的自由工作者使用。
2022年，苗圃公園内的大型戶外表演及活動空間「Wonderland 竹翠公園」正式啟用，由彩正娛樂策劃運營，AXA安盛為場地的冠名贊助商，會場佔地約14萬平方呎，可設置約四千至六千個觀眾座位。

#### 西九藝術公園

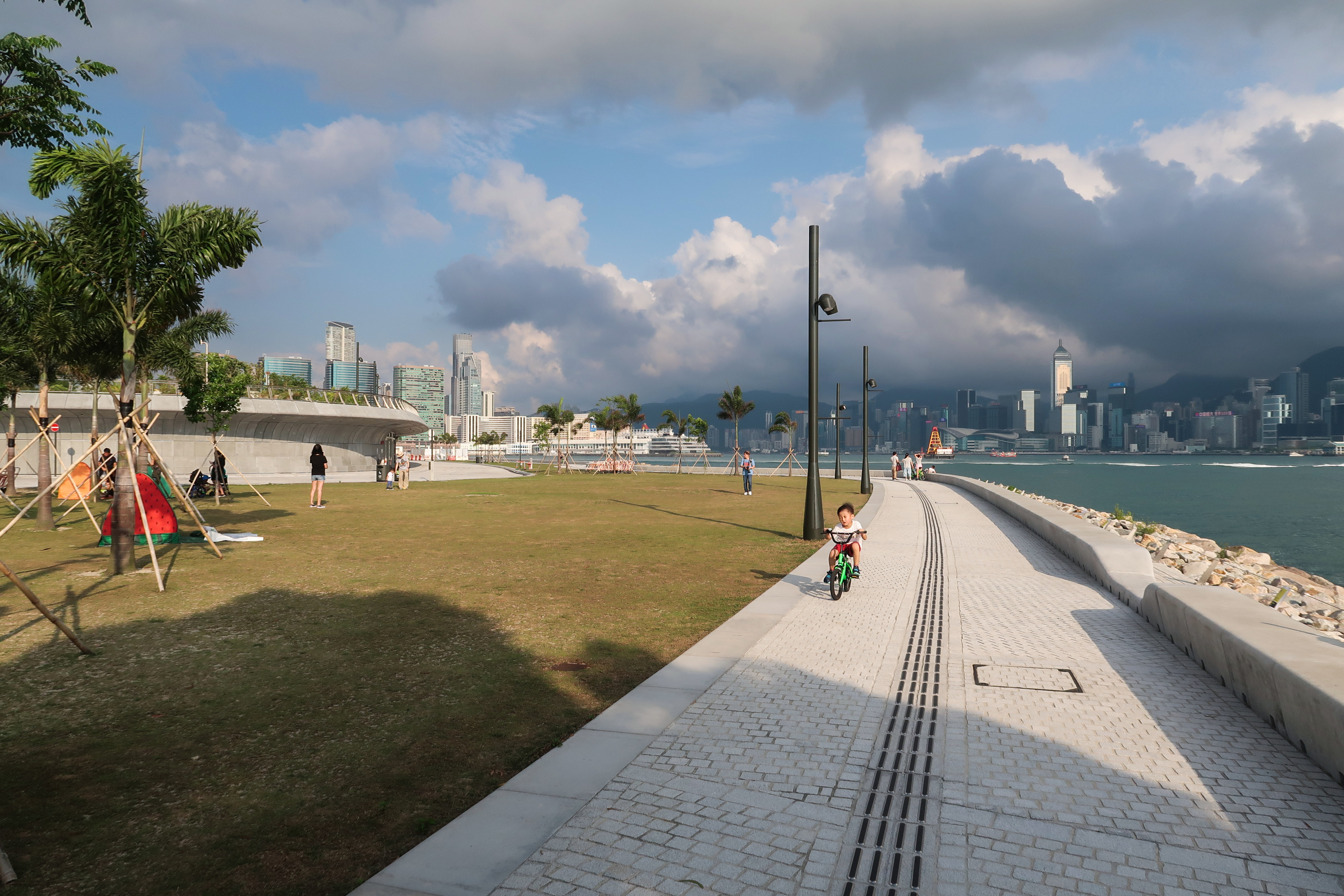
西九藝術公園海濱長廊（2019年）

分為藝術展亭、自由空間、海濱長廊及草坪部份。概念設計由香港劉榮廣伍振民建築師事務所帶領荷蘭園境師West 8及香港傲林國際（ACLA）組成的團隊設計，部份公園及海濱長廊於2017年12月起陸續對外開放，其餘部份亦已於2019年4月竣工。

##### 藝術展亭

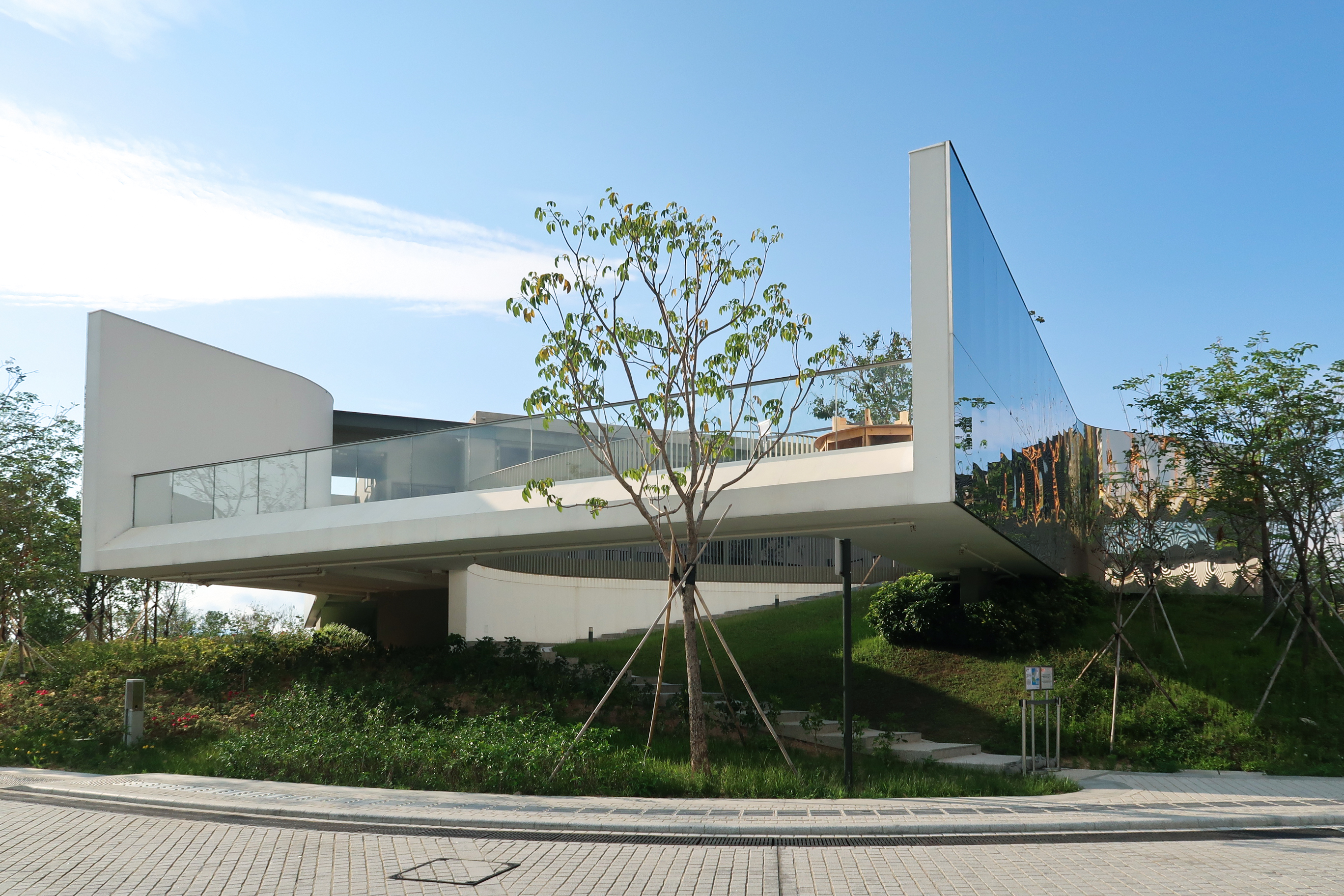
M+展亭

藝術展亭，前稱M+展亭，為西九文化區首個落成的永久場地。由彭耀輝建築師事務所（VPANG），JET建築事務所及張勵繡設計。為團體、藝術家、設計師及其他舉辦小型獨立展覽及活動的單位提供展覽場地，於2016年7月22日開幕。展亭在M+大樓啟用前為M+提供展覽空間，於2016年9月9日正式對外開放，首個展覽為香港藝術家曾建華個展「無」。

##### 自由空間
位於藝術展亭南面，包括可靈活設置450個座位或900個企位，全港最高和最大型的「黑盒劇場」及可容納超過10,000人站立的戶外舞台。於2019年6月14日開幕。

#### 戲曲中心

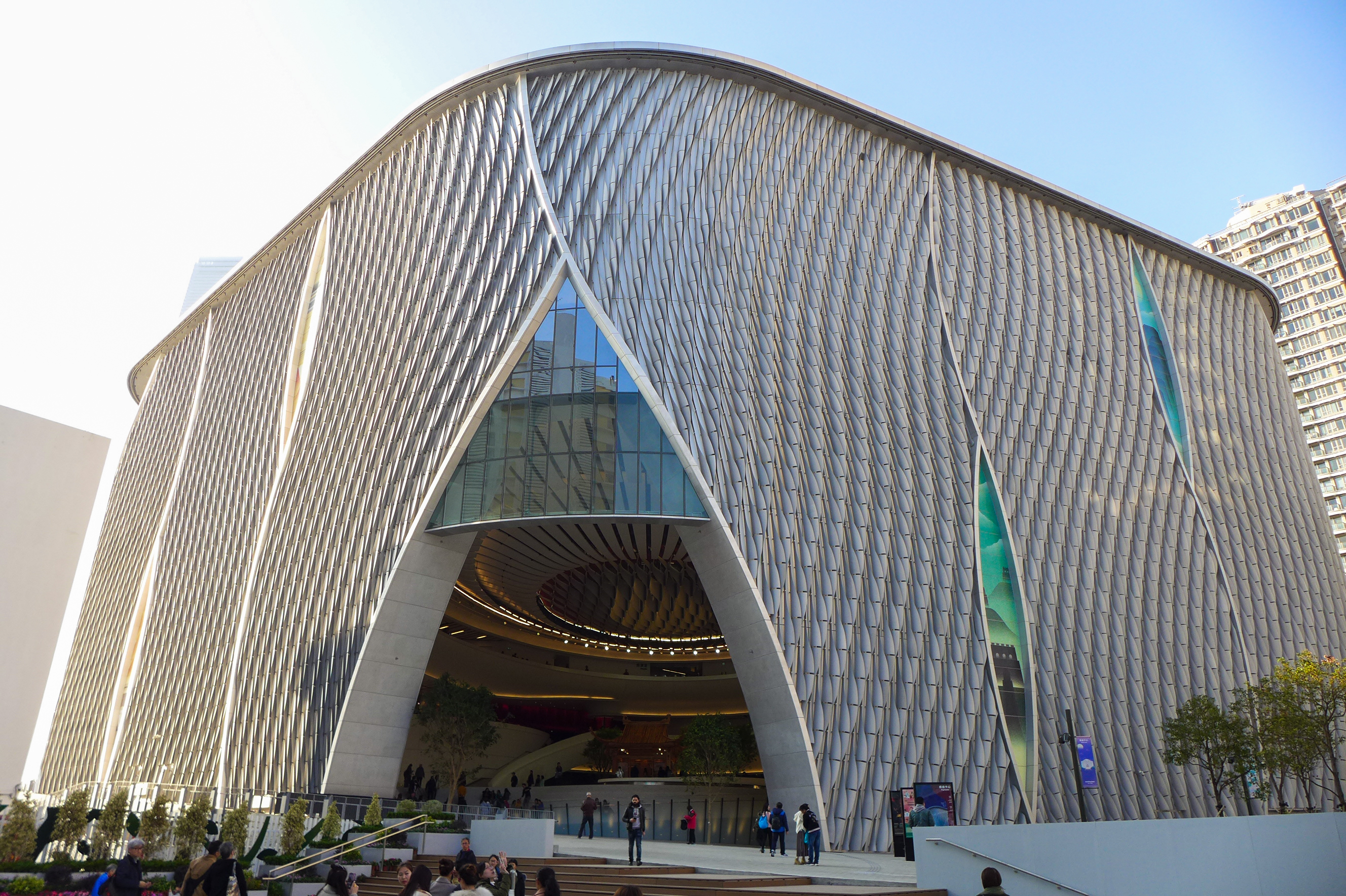
戲曲中心（2018年12月）

位於西九文化區東面入口、廣東道與柯士甸道的交界，為戲曲而設的世界級表演場地，譚秉榮+呂元祥建築師事務所設計，於2013年9月24日舉行了動土儀式，於2018年落成，2019年1月20日正式開幕。

#### M+
M+視覺文化博物館佔地60,000平方米，將展出20及21世紀的藝術、設計、建築和影像，由世界知名的瑞士建築師事務所Herzog & de Meuron，聯同香港TFP Farrells和香港奧雅納工程顧問公司合作設計，於2021年11月12日對外開放。

### 第二批設施

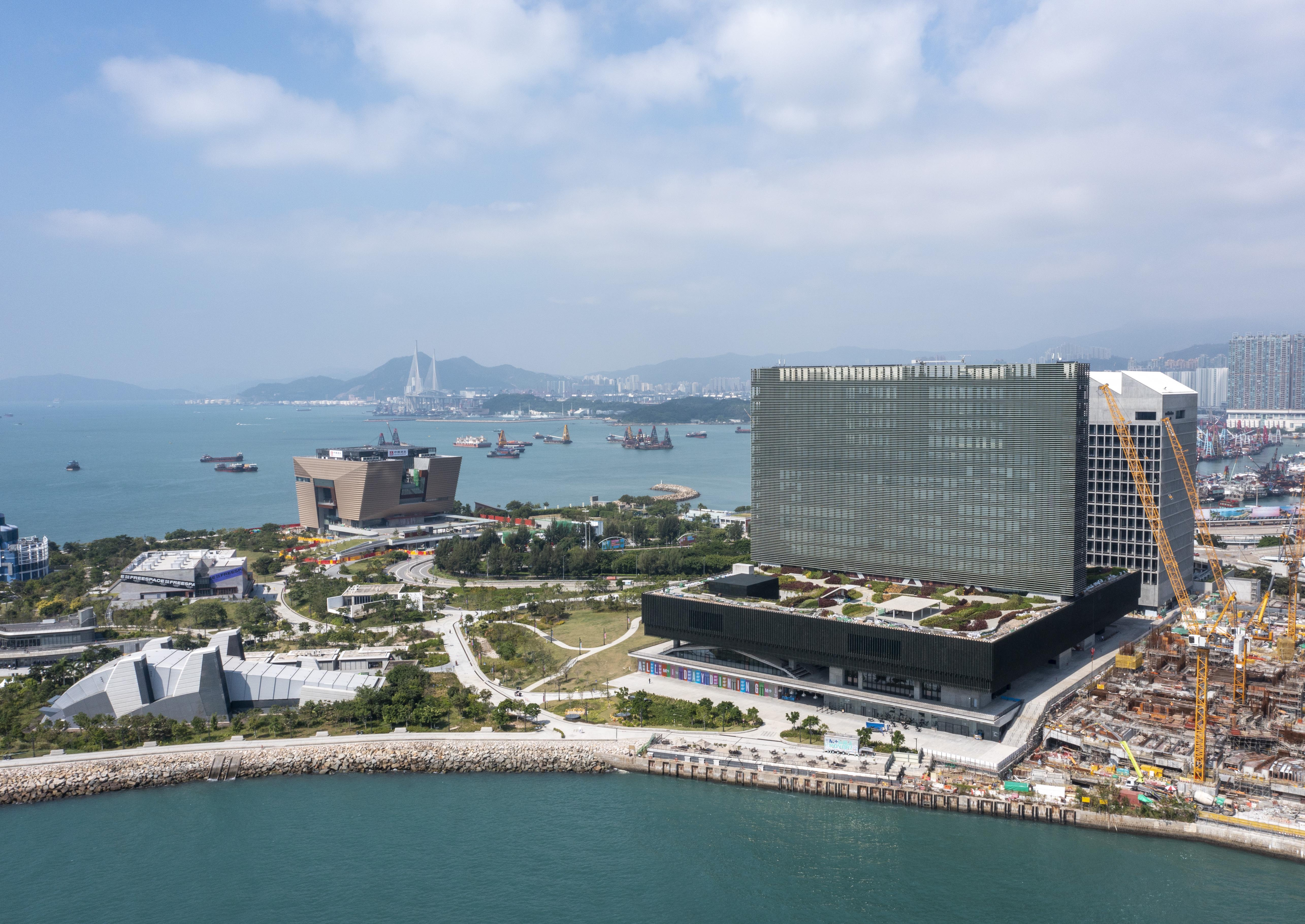
M+博物館和香港故宮文化博物館（2021年11月）

#### 香港故宮文化博物館
香港故宮文化博物館，建築樓面面積約3萬平方米，展出有關故宮文化歷史及與宮廷生活有關的文物，亦有專門展出香港收藏家藏品的展覽。香港賽馬會慈善信託基金會捐贈35億港元作資助博物館設計、建造和籌備展覽等費用。香港建築師嚴迅奇會負責博物館的建築設計，地基及上蓋建築工程於2017年下半年至2021年中進行，博物館原定於2022年7月2日開放。然而，受「颱風暹芭」襲港影響，延至7月3日開幕。

#### 西九演藝中心（預計2025年落成）
座落於M+側海傍的舞蹈及戲劇表演藝術場地，為西九文化區區內提供最多座席的表演場地，提供可容納1,450個座位的大劇場、600座位的中型劇場、250座位的小劇場、駐區藝團中心及排練場地。由荷蘭UNStudio及香港AD+RG的團隊設計。現時興建方案將單一的演藝劇場吸納原來位於廣深港高速鐵路香港段旁的一個中型劇場及當代表演中心內的一個黑盒劇場，為西九文化區區內提供最多座席的表演場地，上述兩項設施因而提前兩年落成。

#### 當代表演中心
當中包括餘下兩個黑盒劇場，現目標落成日期要再作研究。

### 第三批設施（預計2022年後落成）
- 音樂劇院：為巡迴音樂劇、商業制作及大型表演而設，有2,000個座位。西九管理局現建議透過公私營合作形式發展[16]。
- 大劇院
- 音樂中心：包括設有1,800個座位的音樂廳和300個座位的演奏廳及藝術教育設施。
- 中型劇場：設有600個座位的舞台劇場。
- ACE（ACE發展組合及藝術家旅舍）：項目毗鄰香港故宮文化博物館，獲批總樓面面積逾36萬平方米，將包含藝術、商業及展覽元素。佔地約8.1萬平方米的U形用地會發展為酒店及辦公室用途。意向書要求酒店為乙級高價酒店，總樓面至少2.1萬平方米，而辦公室必須為甲級，附設商場和娛樂設施。而主場館設1萬座位，可舉辦音樂會。項目在2019年6月11日起公開邀請發展意向，將於2025年落成，並採用BOT模式營運，中標的私人發展商首5年完成建造後有至少30年營運期。[22]
- 藝術廣場大樓項目：項目毗鄰演藝綜合劇場和M+博物館，由三座商業辦公大樓合組而成，總樓面面積約65,000平方米，包含2,500平方米的零售，餐飲和消閒設施。項目曾經在2021年11月進行招標，規定以「建造、營運及移交」模式負責營運。當時接獲至少4份標書，入標財團包括新地、信置、華懋及領展。但2022年2月截標逾四個月後，管理局在同年7月突然公布取消招標程序。其後將發展權和營運權由34年期大幅增加至47年期（2070年），100個車位的使用權由原定最長10年延長至47年。而中標發展商不遲於2026年中落成。項目在同年9月重新招標，但僅收一份標書。[23]最後只有新地入標，並投得項目。[24]

### 不分批次
- M+第二期
- 小型戲曲劇場

### 作其他安排的設施
- 大型表演場地／展覽中心，原包括一個可設1.5萬個座位的表演場地。西九管理局主席林鄭月娥曾透露由於啟德體育園區的設施適合用作表演場地而紅磡香港體育館亦會被保留，故會重新檢視西九文化區的大型表演場地和展覽中心用地[25]。西九管理局董事局其後同意不再在現時為臨時苗圃公園的用地興建大型表演場地，西九管理局現構思於該地皮以私人融資方式發展一個中型多用途設施，涵蓋展覽、會議及表演等用途[26][27]。地皮的南面部分於2016年12月23日公佈會用作興建香港故宮文化博物館。

## 工程圖片

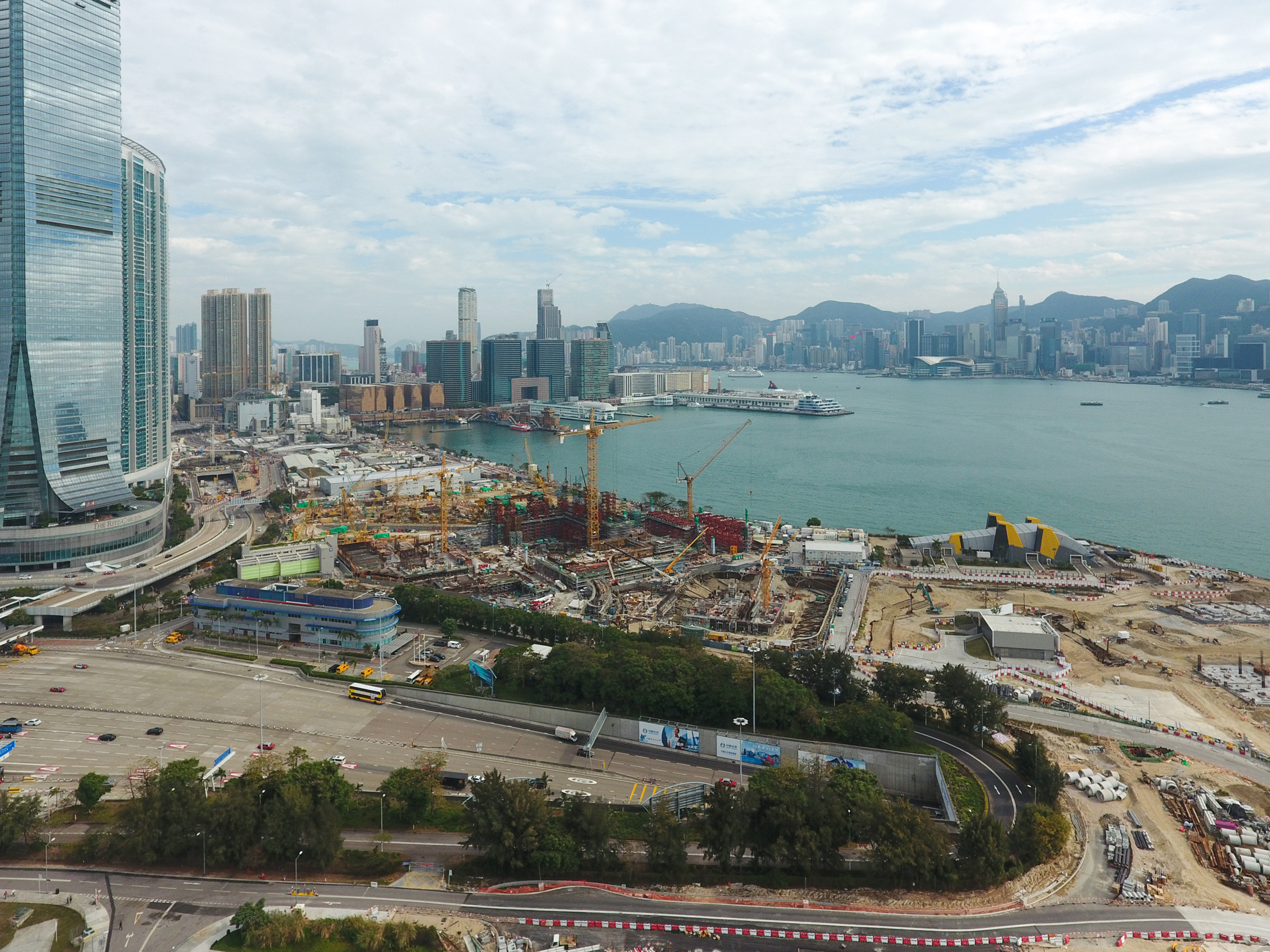
西九文化區地盤（2017年2月）
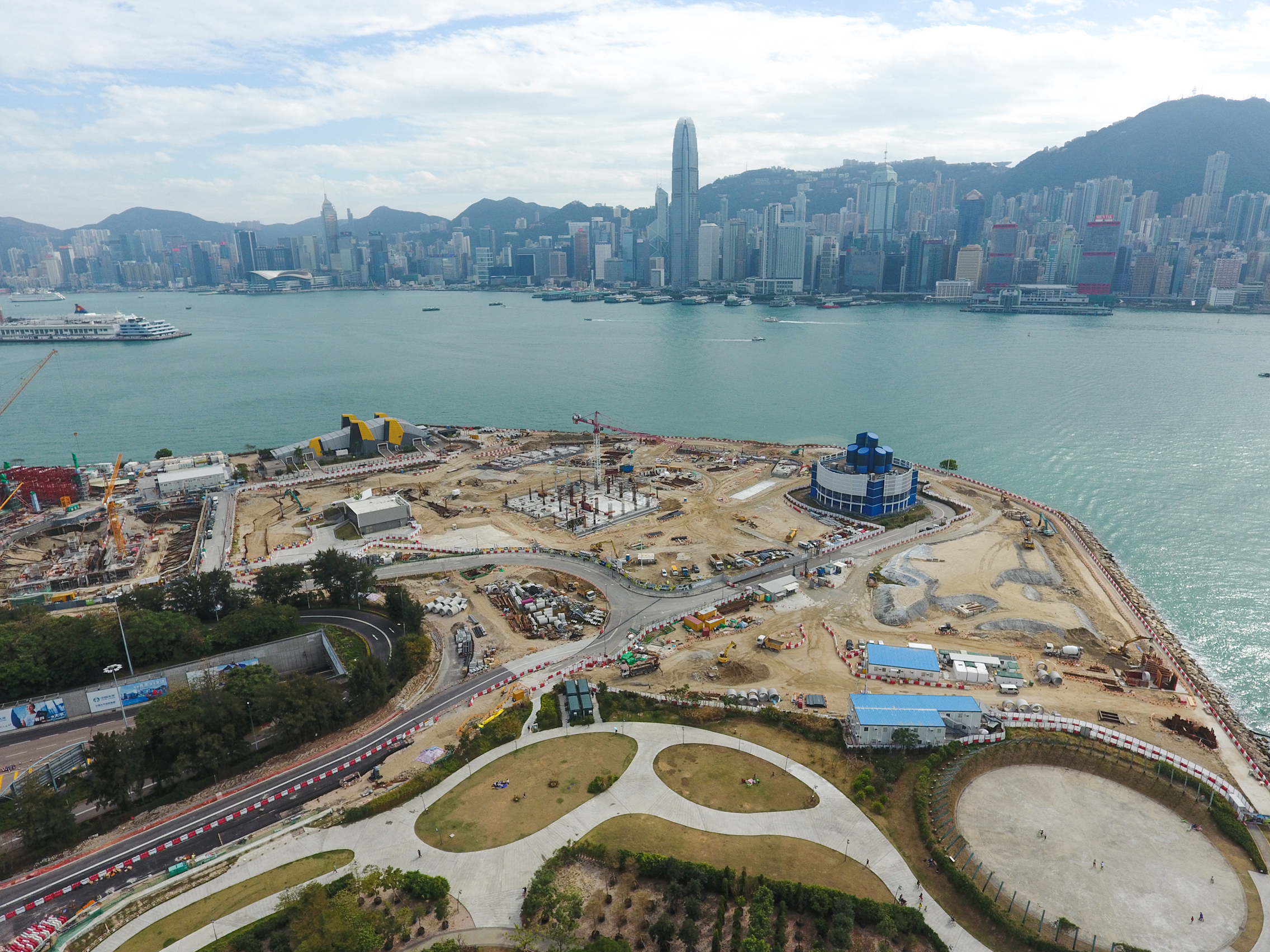
西九公園地盤（2017年2月）
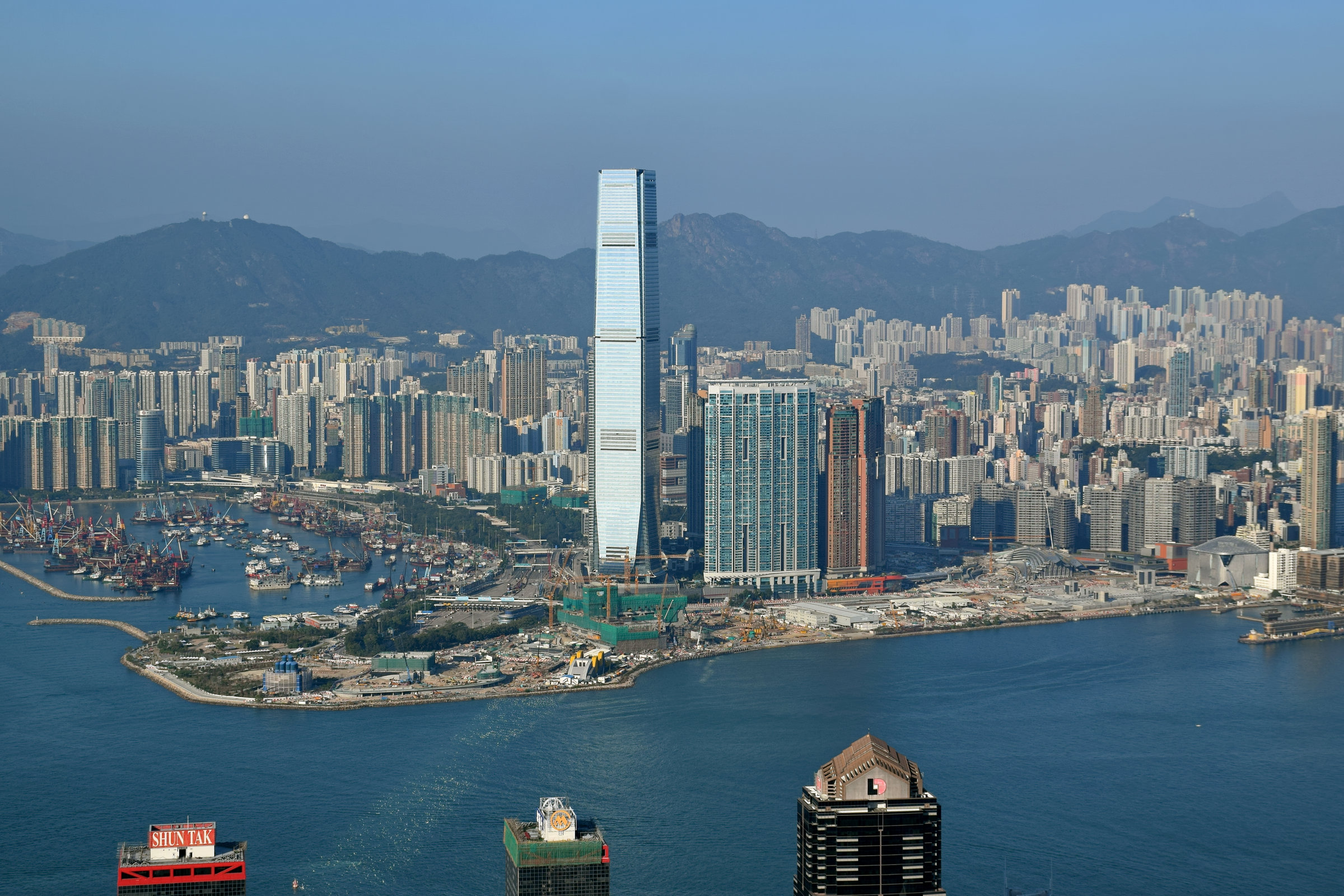
西九文化區地盤（2018年1月）
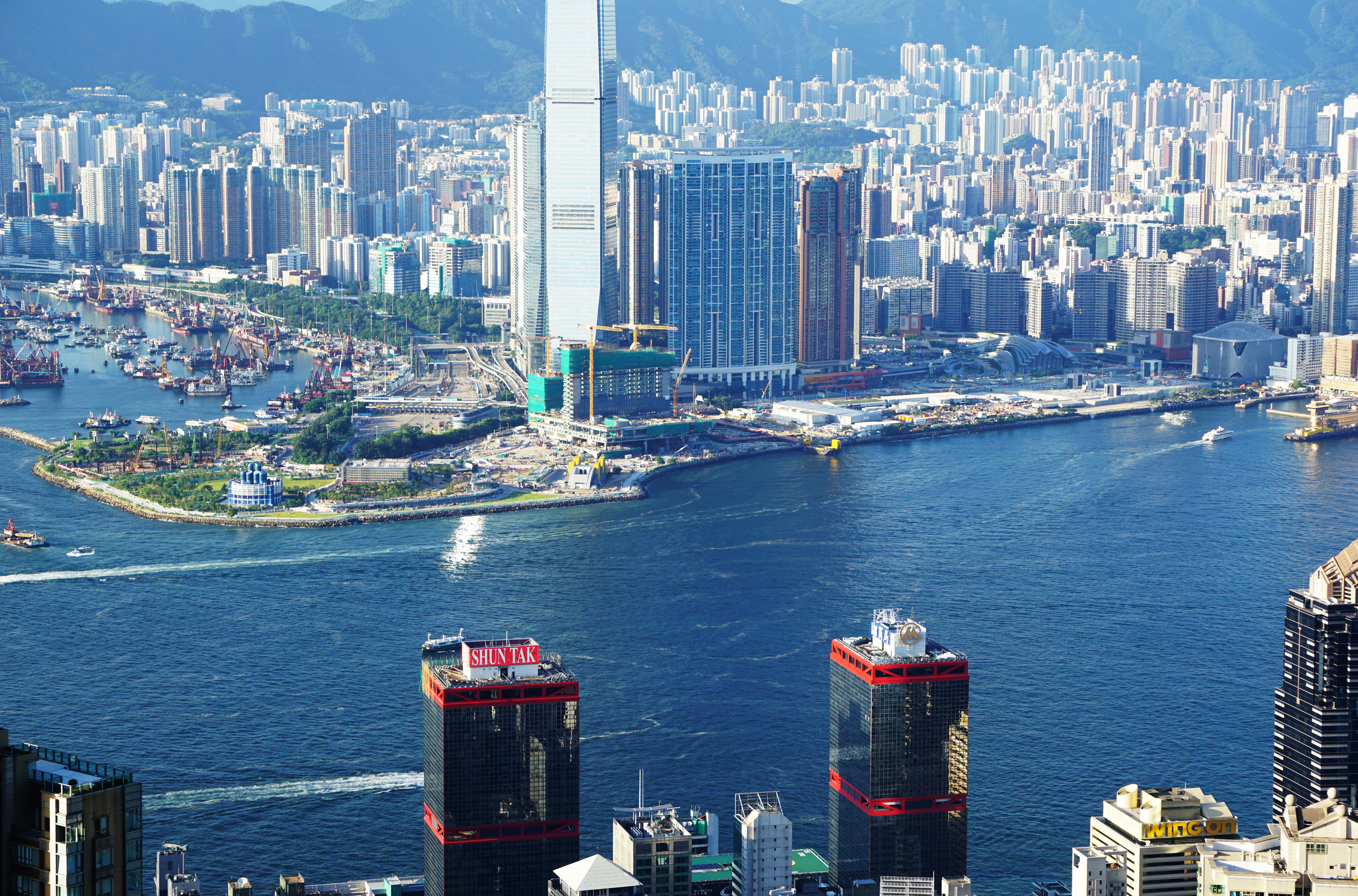
西九文化區地盤（2018年7月）

## 連接

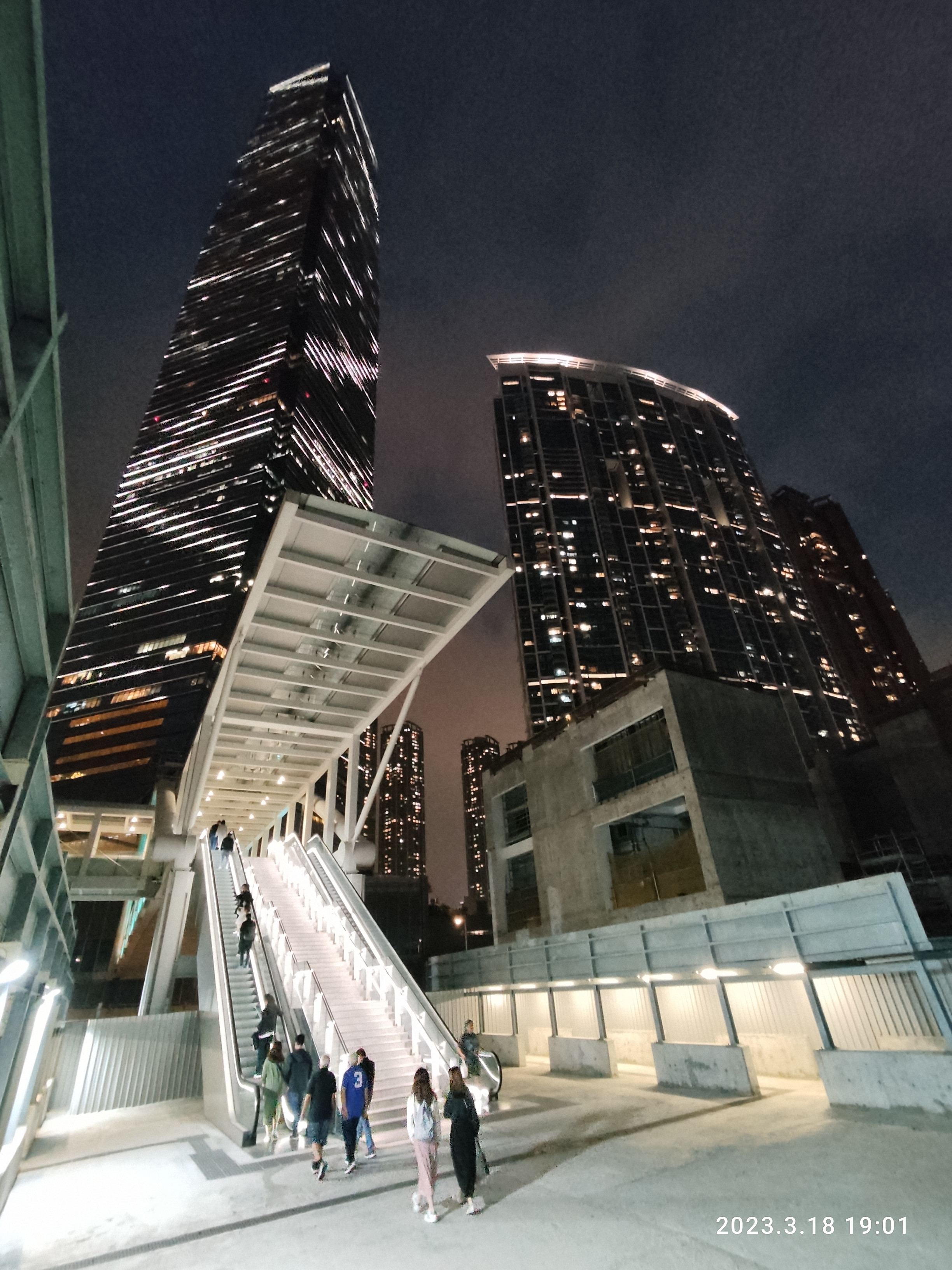
藝術廣場行人天橋連接港鐵九龍站

區內採用國際通用無障礙準則，便利不同到訪人士。林蔭大道貫穿整個文化區，使區內往來便捷，並提供寬闊的戶外活動空間。所有行車、服務設備和停車場均設於地底，加強行人安全之餘亦可減少污染和擠塞。。

### 柯士甸道西行人隧道
西九管理局會優化現有位於廣東道與柯士甸道西交界的行人隧道，並設新樓梯和增設升降機以連接港鐵香港西九龍站、柯士甸站與戲曲中心。

### 藝術廣場行人天橋
藝術廣場行人天橋是用於連接港鐵九龍站／圓方及藝術廣場，設有扶手電梯及升降機。於2017年第二季動工，天橋已於2021年12月28日前開通，現時行人已可通過天橋直達尚在施工的藝術廣場。

### 水路運輸
西九管理局打算接管區內現有的兩組分別為於新油麻地避風塘及藝術廣場發展區南端的公眾登岸梯級，並進行美化以便日後提供水路運輸及水上觀光團服務。

## 財政
立法會於2008年批出216億港元用以發展西九文化區項目，惟因為建築成本持續上漲而會超支。2012年12月，西九文化區管理局成員單仲偕表示，他們正在研究以何方法融資，研究方法有三，除了向立法會申請額外撥款外，亦考慮是否以借貸或者公私營合作。預料M+定價後決定方案，最快於2013年年中決定。
2013年4月2日，民政事務局及西九文化區管理局向立法會監察西九小組委員會呈交文件，表示有4項策略應對財政超支問題，包括「根據已核准的預算作設計」、「設計將避免超出實際要求和避免非必要工程」、「研究公私營合作模式等採購策略」及「尋求捐款、贊助和命名權」。
2017年，政府因應西九面對財政困難，公布《西九文化區的加強財務安排》。政府以象徵式地價向西九管理局批出所有酒店、辦公室及住宅部分的發展權，容許西九和私人發展商以「建造、營運及移交」（BOT）模式發展酒店、辦公室及住宅，管理局將保留發展業權，並規定物業「只租不賣」。
到2023年8月，西九管理局董事局主席唐英年表示西九近期大幅緊縮開支，形容「把刀是血流成河」，會於2025年3月耗盡資金。他透露會利用土地應付巨額赤字，已完成與政府磋商，並提交短、中、長期計劃。當中包括將文化區內住宅由改為容許出售，考慮發債和尋求捐助及贊助。不過浸大會計、經濟及金融學系副教授麥萃才認為這樣會令業權變得複雜，政府日後收回部分地皮可能引起糾紛。

## 短暫用途

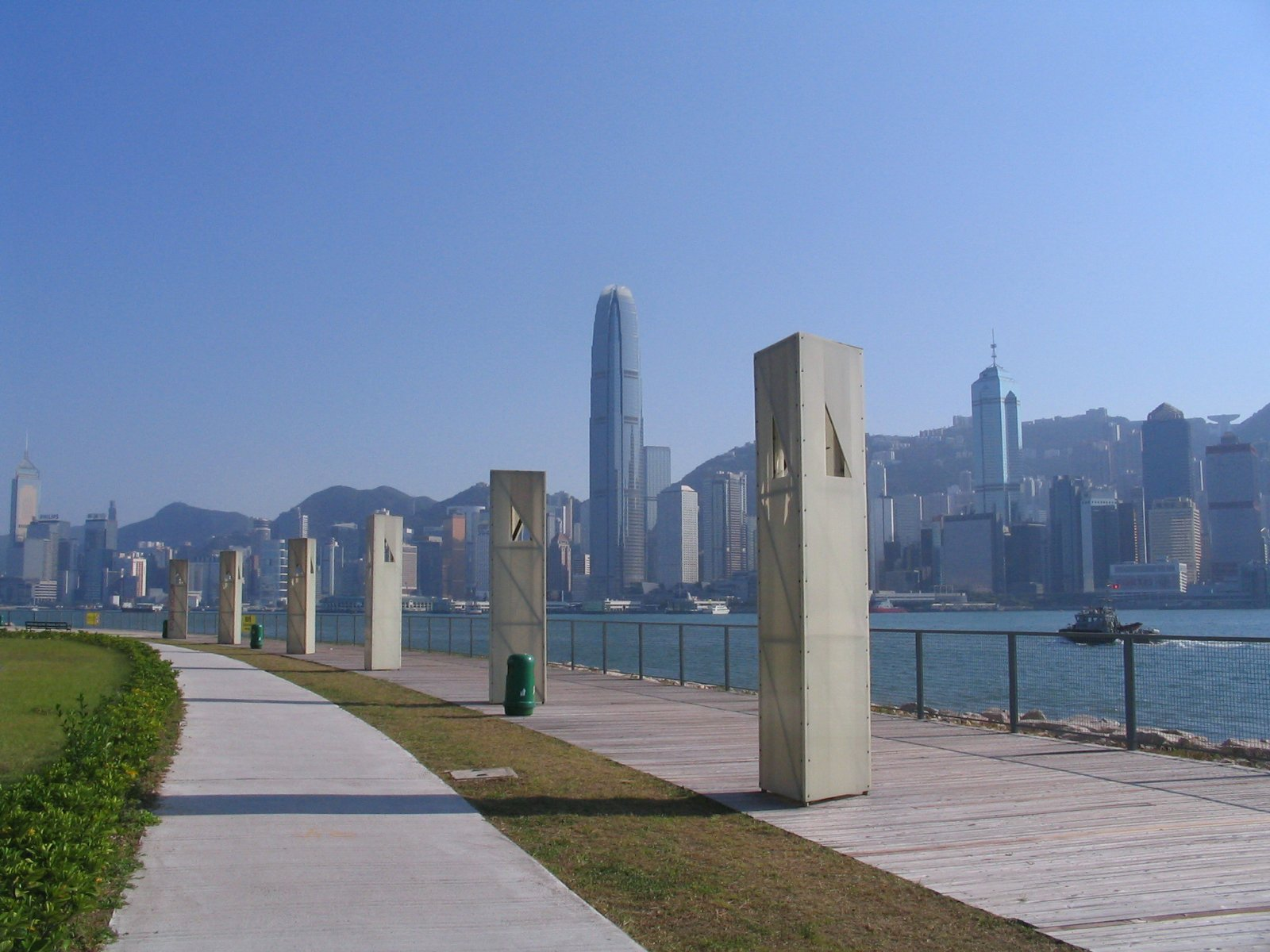
西九龍海濱長廊（攝於2007年10月）

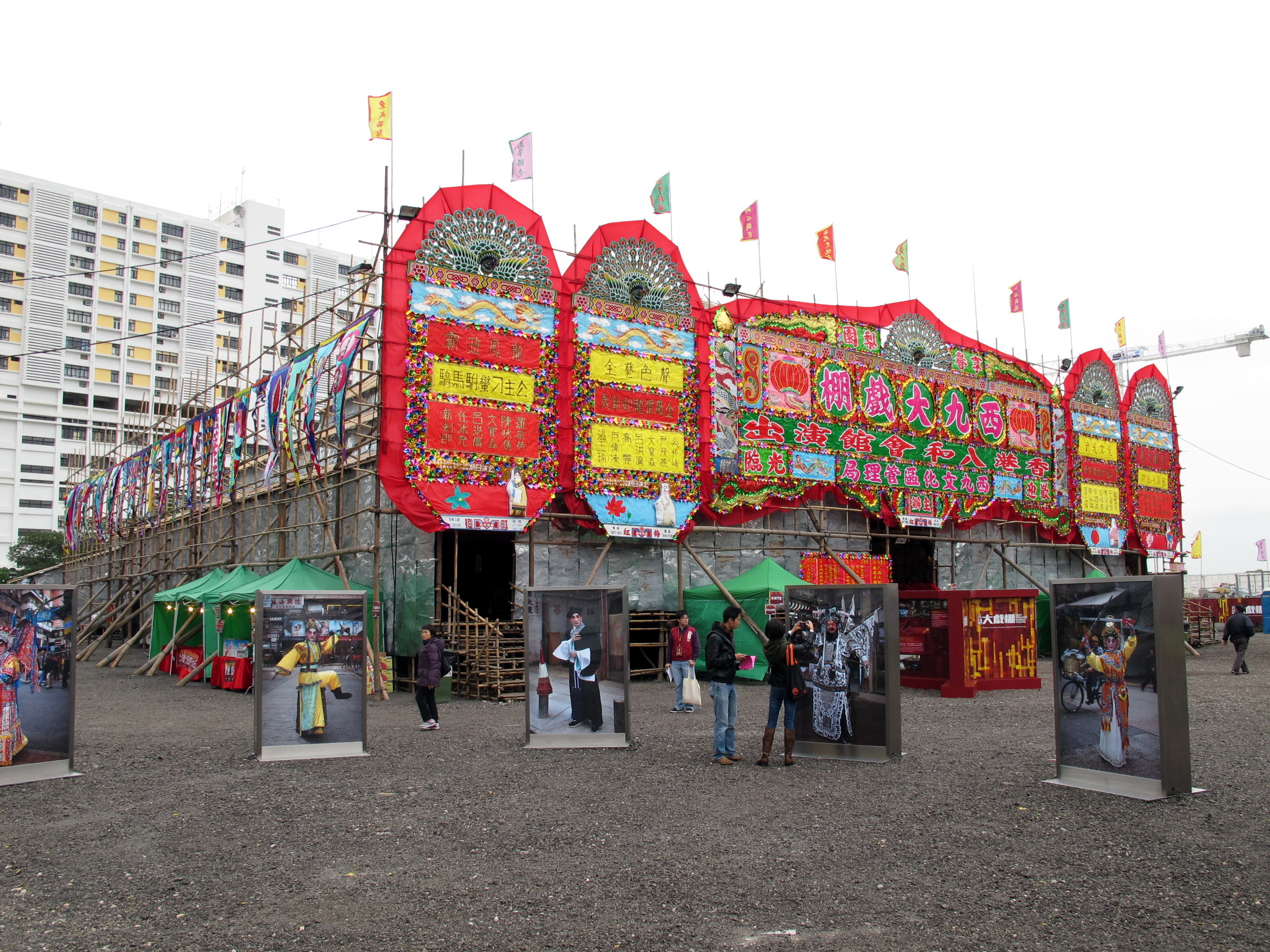
西九大戲棚

2008年前，西九文化區用地曾用作維港巨幕及西九龍中天地。
2009年12月4日至2010年2月27日期間，香港深圳城市建築雙城雙年展在此舉行。紙管造的主展亭，由日本建築師坂茂設計。
2010年代，西九文化區用地舉辦過多項暫時大型活動，包括香港美酒佳餚巡禮、西九大戲棚及自由野音樂節等，吸引到大量公眾到訪參與，惟公眾只能夠遁向陸路前往西九龍海濱長廊一帶，於人潮太多時造成不便。於2013年3月，西九文化區管理局建議，每當舉辦大型活動期間，在海路增加設立連接點，包括使用現有登岸處或者在新油麻地避風塘加建浮橋以方便船隻泊岸，暫時建議有6個臨時上落處（兩個鄰近新油麻地避風塘，其餘一個位於中港碼頭）；建議長遠在西九龍海濱長廊一帶設立兩座碼頭，並且在西九文化區加設4條行人天橋及4處平台或者路面連接點，方便行人由港鐵九龍站及中港碼頭一帶進入西九文化區，增加通達性。海濱事務委員會轄下的水域與陸地連接專責小組於3月19日討論有關建議，有關部門最早於2013年年底檢視。
西九文化區管理局於2012年起於區內籌備及舉辦連串的藝術活動，率先為西九大戲棚，其後陸續包括音樂節及視藝展覽等等，期望能夠培養香港市民前往西九文化區的習慣，另一方面則是希望能夠從舉辦活動中吸取經驗，以完善日後西九文化區的工程陸續落成後的後續管理工作，包括人流控制等。

### 西九大戲棚
西九大戲棚是於興建戲曲中心的選址所舉辦的臨時文化節目，也是西九文化區管理局舉辦的首個文化節目。2012年年初，西九文化區管理局舉辦西九大戲棚時旨在推廣粵劇文化；及後鑑於反應熱烈，於2013年起再每年舉辦，於該年起，除了粵劇表演，戲棚內亦加入現代音樂及中國舞蹈演出，並且增加年宵市集，讓無法購票入場的公眾亦可以參與活動。

### 自由空間音樂節
西九文化區區內設有面積達23公頃的西九公園，園中設有自由空間，用以舉辦不同類型的音樂和街頭表演，亦可以在草地區域舉辦大型的自由空間音樂節、戲曲表演、藝術裝置展覽及攤檔等。自由空間至2015年落成，然而2012年聖誕節舉辦為重頭戲的首屆戶外音樂節，以香港搖滾樂及爵士樂為主題的文化派對，於2012年12月15日至16日舉行，由下午至晚上無間斷進行。屆時除了香港歌手外，當局亦會邀請外地表演者〈包括舞蹈家及音樂家〉參與演出，共逾25個單位將會參與表演，街頭表演者亦有機會於大舞台上演出為配合未來位於西九公園內的自由空間表演場地的使用。此外，現場將會設有各類文化討論和工作坊會於現場其他地方進行，並且設有視覺藝術展覽及獨立電影放映展區供予公眾欣賞，當中包括錄像放映展示香港文化的多元面貌等內容。

### M+進行：充氣！

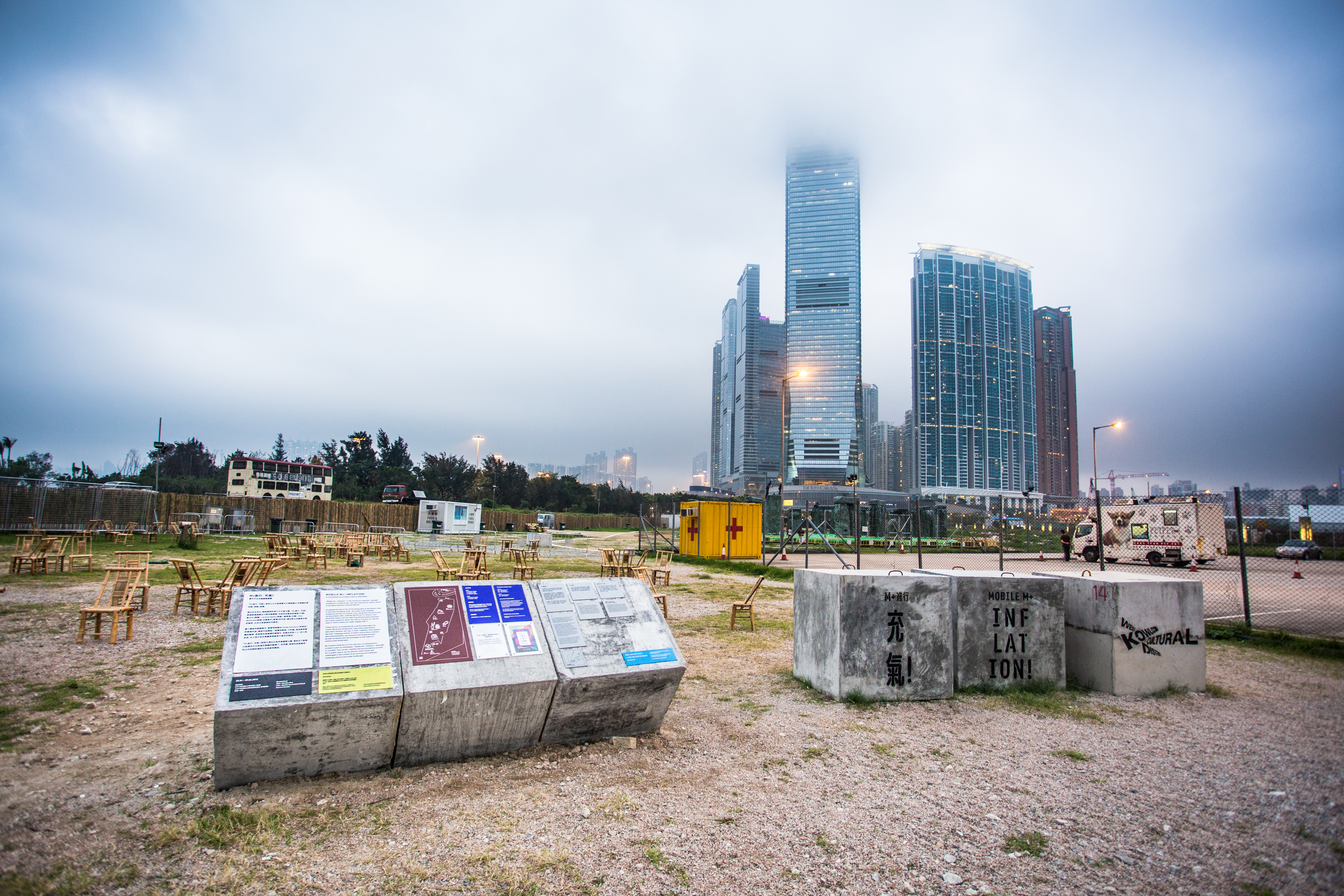
M+進行：充氣！當代戶外雕塑展覽

2013年4月25日至6月9日，西九文化區管理局舉辦「M+進行：充氣！」充氣雕塑展覽，展示6組巨型充氣雕塑，包括由藝術家崔正化（韓國）、 Jeremy Deller （英國）、 Paul McCarthy （美國）、 Tomás Saraceno （阿根廷）的作品，以及中國藝術家劉家琨及曹斐和香港藝術家譚偉平的特別委約創作，成為香港至今最大型的當代藝術展之一，展覽吸引共15萬人入場。當中由Paul McCarthy創作、貌似糞便的「複雜物堆」（Complex Pile）成為全場焦點。

### 展覽
2012年，西九文化區舉辦由香港旅遊發展局舉行的香港美酒佳餚巡禮及Clockenflap音樂及藝術節。
2013年1月及4月，西九文化區舉辦「宋冬：三十六年曆」展覽及「M+進行：充氣！」充氣雕塑展覽。
2013年2月23日至24日，西九文化區舉辦廣西美食文化嘉年華暨創意花燈展，24日同時舉行該會品牌活動盆菜宴，筵開2,000席，參與人數達24,000人，被列為新的世界紀錄及錄入健力士世界紀錄大全。

### DHL香港氫氣球

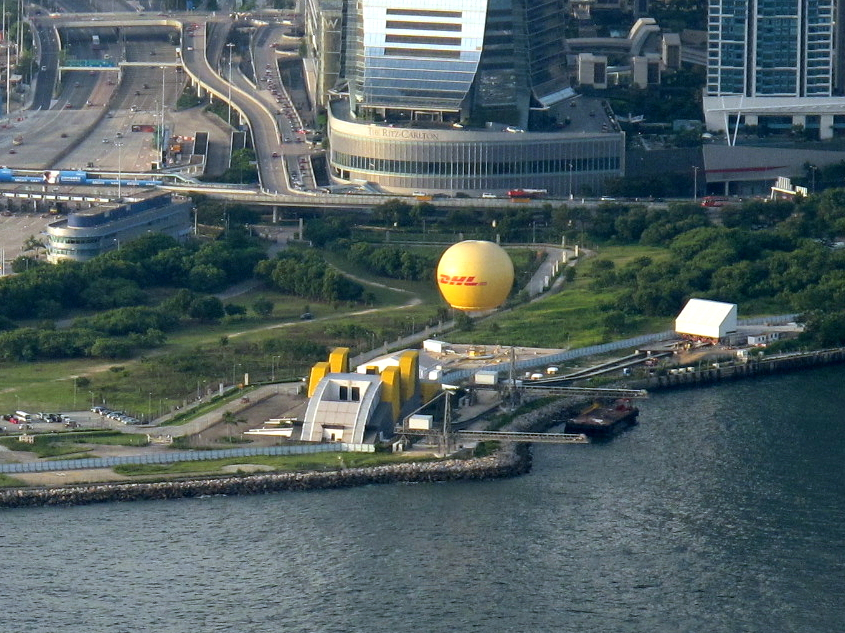
圖中的黃點為DHL香港氫氣球

項目由國際貨運公司DHL贊助，遊客可乘坐巨型氫氣球升上100米半空，欣賞維多利亞港的景色。於2010年11月中開始運作，到2013年結束。

### 環球嘉年華
原定計劃於2012年12月月中開始在西九文化區一連兩個月舉辦環球嘉年華，預計設置逾70項機動遊戲設施及攤位遊戲，可惜但最終未能成事。

### 街頭表演計劃
「街頭表演計劃」邀請經驗豐富的街頭藝人，使用區內的公共空間增添文化氣息。

### 自由野

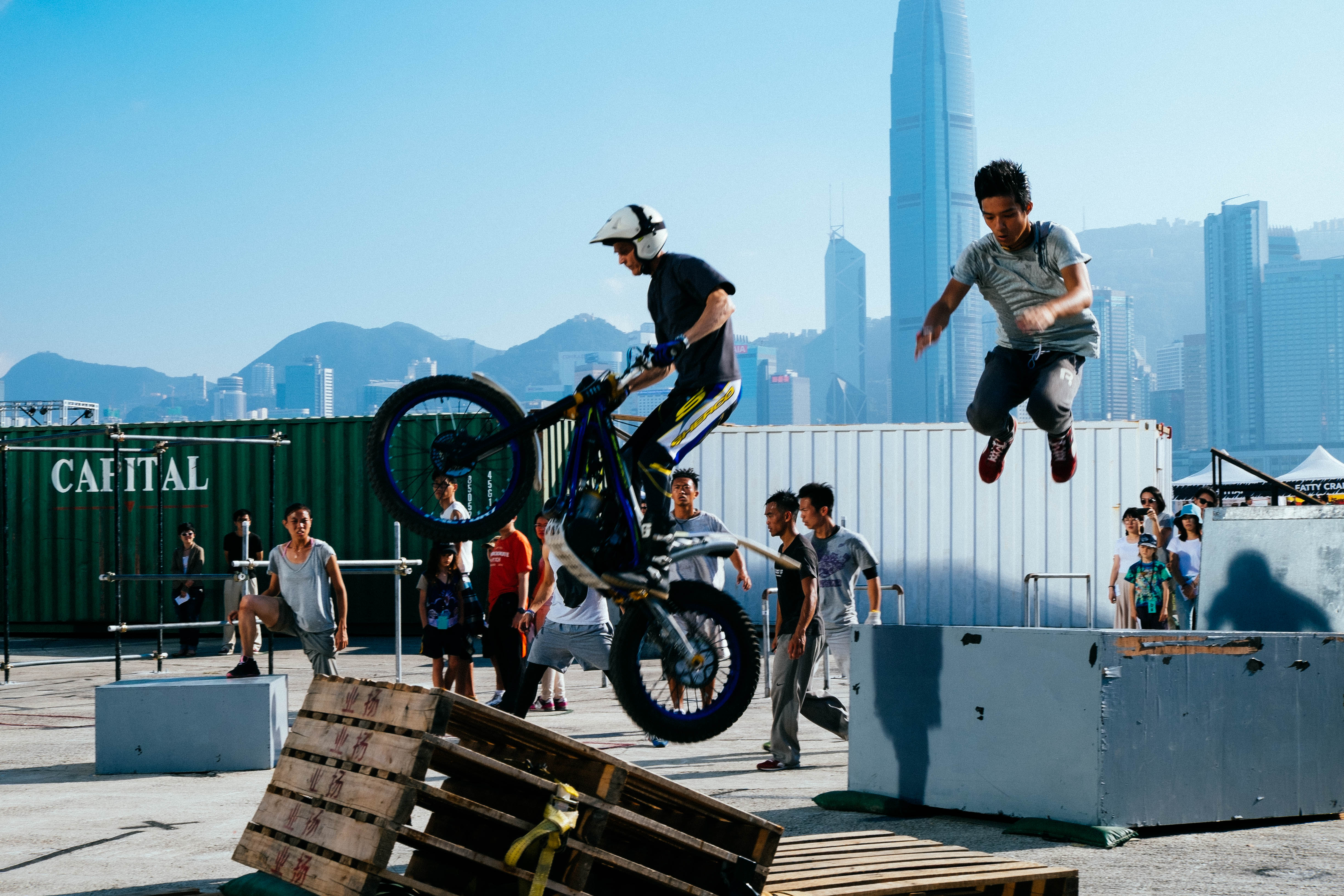
「自由野2014」為觀眾帶來涵蓋舞蹈、音樂、形體劇場、文本藝術及街頭表演的實驗性表演藝術節目

#### 2012年
西九文化區管理局於2012年首次舉辦「自由野」，吸引約兩萬人次進場。

#### 2013年
西九文化區管理局於2013年12月14日至15日在西九海濱長廊舉辦「自由野2013」戶外藝術節，多達400個香港及海外藝團參與，長達15小時的活動包括音樂、舞蹈、戲劇及朗誦等表演。同年11月月底開始，亦會在西九海濱長廊舉辦連串戶外音樂節，包括Clockenflap香港音樂及藝術節2013、Lion Rock Music Festival 2013及JazzMe-HK Festival等。

#### 2014年
最後一次「自由野2014」於2014年11月22至23日舉行，逾200位香港和國際演出者為觀眾帶來涵蓋舞蹈、音樂、形體劇場、文本藝術及街頭表演的實驗性表演藝術節目。原定於今年首次收取入場費，經過西九文化區管理局考慮後，決定再次免費開放予公眾參與，錄得破紀錄的逾43,000人進場。

## 爭議及事件

### 謝卓飛辭職
2010年3月24日，西九文化區管理局董事局宣佈委任英國倫敦巴比肯藝術中心藝術總監謝卓飛出任行政總裁。2011年1月，上任僅5個月的謝卓飛以健康問題提出請辭，惟他於其後不足兩個月後獲得英國文化協會委任為藝術總監，於同年5月履新。就謝卓飛於短時間內覓得新職，有西九文化區管理局成員及立法會議員懷疑對方可能在未辭職時已經在另覓工作，並且刻意於半年試用期滿前辭職，避免毀約需要賠償，故此要求當局徹查及跟進事件。其職位由連納智繼任，於2011年7月履新。

### 超出預算
2010年的3個設計概念動用了1.5億港元，有評論指出香港政府在使用公帑給顧問費方面從不吝嗇，同樣大小規模的規劃設計競賽，若果是在北京及上海，費用是1/10或者1/20，未知釐定顧問費用的標準，況且方案只是一個大的想法，最後的實施、技術和大量的相關工作都是需要香港公司來實現。例如，英國建築師霍朗明的公司已經至少是第三次在同一個項目上從香港納稅人身上領取巨額費用，惟西九龍依舊是一片空地。
此外，根據於2013年4月的最新估計，整個西九文化區造價達400至500億港元，比較預先獲得批准的216億港元超出一倍。對此，西九文化區管理局研究了不同的應對方法，包括採用公私合營方式及出售命名權等，惟都遇上各種問題，認為最終難免需要再向立法會申請追加撥款。

### 設計方案
2011年3月5日，西九文化區管理局公佈揀選了「城市中的公園」概念設計，有文化界與建築界人士批評此方案最無特色，未能夠帶出文化藝術區的特色，所謂綠化也未能夠與文藝設施融合。日後啟用的地下交通網絡及地下空氣調節成本昂貴，龐大的公園亦會帶來保安問題，估計其獲得選擇的原因只是設計概念刻意遷就西九文化區管理局的標書限制，管理局的思維為行政簡單比較設計新穎重要。而西九文化區管理局主席唐英年就指出該方案最具彈性，又稱該設計可以邊蓋房屋，邊讓公眾到公園休憩，並且批評兩個落選設計：「OMA設計彈性低，嚴迅奇要人爬樓梯上草地。」

### 故宮文化博物館
2016年12月， 身兼西九管理局主席的時任政務司司長林鄭月娥在未經諮詢下突然宣佈，將引入故宮文化博物館。事件突起極大爭議。

### 更換M+博物館承建商
2018年9月，西九文化區管理局宣佈中止與M+博物館工程總承建商新昌營造的合約，其後由金門接手。有傳媒揭露西九文化區管理局早於2016年已知悉新昌營造出現財政問題，質疑為甚麼要到兩年後才中止其合約。

### 綜合劇場出現大型地陷
2019年7月25日，綜合劇場的建築工地被揭發出現大型地陷和約1.5米至2米深的水浸，有貨櫃傾側及有挖土機被水淹沒。行政總裁栢志高指地陷面積直徑達20米，且並非首次發生，但強調工作結構仍然安全。承建商金門建築表示已即時採取行動。

## 意外
- 2017年9月16日，西九文化區舉行「Road to Ultra 香港音樂節2017」其間，互不認識的3男1女疑曾服安非他明，先後昏迷送院，其中一名27歲男子經搶救後不治，另外3人情況危殆，部份人有中暑徵狀。警方在會場檢獲少量毒品，不排除有人在酷熱天氣下吸毒後不斷跳舞致中暑造成悲劇。西九文化區管理局發出新聞稿，對此感到十分難過。[66]
- 2021年10月7日，一名6歲男童與家人到上址玩耍及踢球，期間在路邊植物旁檢球時，被植物葉尖刺傷左眼，男童當場大哭，男童已指左眼「看不見」，送院後被評定「情況危急」，伊利沙伯醫院當晚已安排男童做眼角膜修補手術。據醫生估計，最樂觀情況是男童能恢復三至四成視力，最差則會左眼失明，甚至可能影響右眼。醫管局表示，男童左眼眼球嚴重破裂，手術已作修補，視乎情況或需做第二期手術。男童父親十分痛心及憂慮。事發之後，西九文化區一帶的數十棵帶刺植物已被移除。該局發言人回覆查詢指，被移除的是絲蘭，又名洋菠蘿，該局留意到網上訊息指有人在園區內受傷，已聯絡其家人，管理局會調查事件。[67]
- 2023年9月24日，西九文化區一工地發生奪命工業意外，2名60多歲的水喉工人在地底懷疑吸入沼氣被發現暈倒，經送院搶救後不治。有親屬批評要去地盤看才知道出事。[68]工業傷亡權益會總幹事蕭倩文更指出工地負責人在意外發生後並無現身，而涉事管道所屬仍未確定，亦無法得知相關工程判頭和老闆等身份，令家屬對意外情況一無所知，直斥情況離譜。[69]

## 流行文化
- 2014年：郭富城 - 青春敢想 MV（香港電台第二台《太陽計劃 2014 同行抗毒》主題曲）
- 2016年：鍾舒漫/許靖韻/陳凱彤 - 我們仨 MV
- 2017年：香港迪士尼樂園鐵甲奇俠飛行之旅（全港最高並由世界最大的弦反應能源器推動的香港史達大樓背景原型為西九文化區）

香港故宮文化博物館及M+的外貌分別被用於2025年香港通用郵票面值3.7港元和面值5港元郵票的圖案。

## 相關參見
- 監察西九文化區計劃推行情況聯合小組委員會
- 東九文化中心
- 新界東文化中心